# Guinea-Bisáu en los Juegos Olímpicos de Londres 2012
Guinea-Bisáu estuvo representado en los Juegos Olímpicos de Londres 2012 por cuatro deportistas, dos hombres y dos mujeres, que compitieron en dos deportes.
El portador de la bandera en la ceremonia de apertura fue el luchador Augusto Midana. El equipo olímpico no obtuvo ninguna medalla en estos Juegos.